# 펠리피 호드리기스 다 시우바
펠리피 호드리기스 다 시우바 (Felipe Rodrigues da Silva, 2001년 6월 30일 ~ )는 브라질의 축구 선수이며, 벤피카에서 수비수로 뛰고 있다.